# Life Like (альбом Joan of Arc)
Life Like — студийный альбом американской инди-рок-группы Joan of Arc, выпущенный 10 мая 2011 года лейблом Polyvinyl Record Co.. Это также первый альбом Joan of Arc, в котором принял участие бывший гитарист группы Cap’n Jazz Виктор Вилларреал.

## История
В альбоме Life Like, представляющем собой «back-to-basics», Joan of Arc представлены в четырёх составах: к основному трио Тима Кинселлы, басиста Бобби Бурга и барабанщика Тео Катсауниса присоединился гитарист Виктор Виллареал. Виллареал и Кинселла — давние друзья, установившие новые рабочие отношения после воссоединения их бывшей группы Cap’n Jazz в 2010 году). Квартет вернулся из длительного европейского турне и сразу же отправился в Electrical Audio со Стивом Альбини во главе; через пять дней они вышли с альбомом Life Like.

## Отзывы
| Оценки критиков | Оценки критиков |
| Источник        | Оценка          |
| --------------- | --------------- |
| Allmusic        | [ 1 ]           |
| Rockfeedback    | [ 6 ]           |

Альбом получил положительные отзывы музыкальной критики и интернет-изданий: Allmusic.
Джейсон Лаймангровер написал в Allmusic: «Кинселла звучит помолодевшим после возвращения Виллареала в студию; десятиминутная открывающая композиция „I Saw the Messed Binds of My Generation“ включает в себя инструментальную разминку, а также исповедальный инди-рок. Помимо фанатов Cap’n Jazz, которые все ещё находятся рядом, поклонники эмо также захотят обратить внимание; Life Like — это самое близкое к эмо, к которому Кинселла пришёл за последние десять лет. Отчасти это благодаря небольшой группе, а отчасти — благодаря тому, что запись была сделана без лишних слов и сырости (как это может сделать только Стив Альбини). Самое приятное, что лирическое остроумие Кинселлы по-прежнему поражает, проявляясь как в названиях песен („Howdy Pardoner“), так и в его всегда честных, прямых текстах об отношениях».

## Список композиций
1. «I Saw the Messed Binds of My Generation» — 10:43
2. «Love Life» — 3:03
3. «Like Minded» — 5:07
4. «Life Force» — 1:13
5. «Night Life Style» — 3:55
6. «Howdy Pardoner» — 4:10
7. «Still Life» — 4:36
8. «Deep State» — 5:18
9. «After Life» — 2:47